# Archiloque
 (avril 2018).
Si vous disposez d'ouvrages ou d'articles de référence ou si vous connaissez des sites web de qualité traitant du thème abordé ici, merci de compléter l'article en donnant les références utiles à sa vérifiabilité et en les liant à la section « Notes et références ».
Pour les articles homonymes, voir Archiloque (homonymie).
Œuvres principales
- Élégies (fragments)
- Iambes (fragments)

Archiloque (en grec ancien Ἀρχίλοχος / Arkhílokhos), né à Paros vers -680, est un poète élégiaque grec. Citoyen riche puis ruiné, amant éconduit et vindicatif, exilé, mercenaire, colon à Thasos, il finit tué dans une obscure bataille à Naxos vers -645. Il fut un des plus grands poètes lyriques grecs ; dans l'Antiquité, on le comparait à Homère. Il serait l'inventeur d'une poésie lyrique aux rythmes complexes, et le créateur d'un ton poétique nouveau, anti-épique, voire "cynique" avant la lettre.

## Biographie
Archiloque était le fils de Télésiclès, membre de la classe supérieure de Paros, et peut-être d'une esclave nommée Enipô. Télésiclès dirigea une première opération de colonisation de Thasos en -684. Il semblerait que le grand-père ou le père de Télésiclès, marié à Cléobie, une prêtresse de Déméter, ait déjà participé à l'introduction de cette déesse sur Thasos à la fin du VIIIe siècle av. J.-C..
Archiloque n'accompagna pas son père lors de la fondation de la colonie en -684. Il s'y serait rendu au cours d'une deuxième « vague », vers -664. Il aurait à cette occasion, comme son père avant lui, consulté l'oracle de Delphes. Il aurait alors été âgé d'une quarantaine d'années et aurait perdu ses illusions quant à l'avenir de sa vie à Paros. Il combattit aux côtés des autres colons contre les populations locales et les adversaires de la métropole. Il serait mort au cours d'un combat entre Thasiens et Naxiens.
Archiloque était considéré comme impétueux et colérique. Il mena la vie aventureuse d'un soudard, vendant ses services comme mercenaire, et appréciant les rixes. Il fut le maître de l'invective et, dans ses poésies, il accusa la société divisée en classes et défendit le libre épanouissement de la personne humaine. Réaliste, sans illusions sur les valeurs exaltées par ses contemporains, vers la fin, il n'évoqua plus les victoires guerrières et la gloire des héros mais se lamenta ou récrimina en considérant seulement ses propres déboires amoureux. Archiloque fut tué par un certain Corax sur l'île de Naxos.

## Œuvre
Une légende explique l'origine de son talent artistique. Une inscription conservée au musée archéologique de Paros rapporte qu'à l'âge de sept ans il aurait volé une vache et essayé de la vendre au nom de son père. À la nuit tombée, il aurait rencontré de jeunes et jolies femmes qui se seraient d'abord moquées de lui et de sa vache avant de réussir à le convaincre de leur vendre la vache pour un bon prix. Elles s'enfuirent dans la nuit, emportant la vache et jetant à ses pieds une lyre. Il comprit alors avec terreur qu'il avait croisé les Muses. Il se déclara dès lors serviteur d'Enyalios et possesseur de la grâce désirable des Muses, à qui il adresse parfois ses vers.
Son œuvre ne nous est connue que par quelques fragments de ses Élégies et de ses Iambes. Il y exprimait la volonté de libérer l'individu du carcan de la tradition. Il s'y montrait cynique et critique de ses contemporains. Il rejetait entre autres les valeurs propagées par les œuvres homériques qui vantaient l'honneur et le courage comme valeurs supérieures à la vie. Mourir pour ces valeurs vous rendait immortel. Archiloque prétendait au contraire que tout mort finissait par être méprisé puis oublié (Sitôt qu'un homme est mort, il n'est plus respecté de ses concitoyens, la gloire l'oublie. Vivants, nous préférons rechercher la faveur des vivants, et pour le mort nous n'avons plus qu'injures). Archiloque considère la vie comme la valeur suprême, sans rejeter absolument les valeurs de courage et de combativité. La finalité du courage doit rester la survie de celui qui en fait preuve. Cette idée apparaît dans le passage célèbre du bouclier perdu dans un buisson, qui fit scandale à l'époque :
Mon bouclier fait aujourd'hui la gloire d'un Saïen. Arme excellente, que j'abandonnai près d'un buisson, bien malgré moi. Mais j'ai sauvé ma vie. Que m'importe mon vieux bouclier ! Tant pis pour lui ! J'en achèterai un autre, tout aussi bon.
La lâcheté n'est ici qu'apparente, puisqu'on lit qu'Archiloque est prêt à repartir tout de suite au combat en achetant un nouveau bouclier. La vie a seulement été préférée à la mort glorieuse dans un combat perdu d'avance.
Il estime que le citoyen ne doit pas se soucier de l'image qu'il renvoie aux autres. Personne, Esimidès, à se soucier de la défaveur publique, ne récoltera beaucoup d'agrément.
Il met en pièces également les traditions du deuil, affirmant ainsi : À pleurer, je ne guérirai pas ma peine ; elle n'empirera pas si je cours les plaisirs et les fêtes.
Il écrit un poème sur le naufrage d'un navire de Pariens, dans lequel mourut le mari de sa sœur. Le poème console mais se veut un énergique réconfort :
Notre deuil, nos sanglots, Périclès, il n'est pas un de nos concitoyens qui songe à les blâmer. Plus de joie dans nos banquets, ni dans les fêtes de la cité. Si nobles furent ceux qu'engloutirent les flots de l'étendue sonore ! Et la plainte gonfle nos cœurs ! Cependant, aux maux les plus incurables, ami, les dieux ont ménagé un remède : la fermeté d'un cœur endurant. Le malheur va de l'un à l'autre. Aujourd'hui, c'est nous qu'il a touchés, la plaie saigne et nous fait crier ; demain, d'autres auront leur tour. Eh bien, vivement, prenez courage, et laissez aux femmes le deuil et sa plainte…
Versificateur raffiné et écrivain de combat, Archiloque est connu pour ses satires malicieuses et féroces, redoutées de ses ennemis. Il est considéré comme le créateur de la poésie en vers iambiques, poésie de la passion et de la satire mordante (Je connais un grand art : à qui me blesse, je rends de cruelles blessures ; ou encore : Présent d'hospitalité à mes ennemis : la mort en cadeau). Il s'en prit particulièrement à une femme qui lui était promise, Néoboulé, et qu'il désira passionnément, mais que le père de celle-ci, Lycambès, lui refusa finalement pour des raisons obscures.
Quelle idée t'a passé par la tête, père Lycambès ? Qui t'a dérangé la cervelle ? Jusqu'à ce jour tu étais un homme équilibré ; aujourd'hui tes concitoyens font de toi gorge chaude… Tu as violé un serment solennel, tu as trahi le sel et la table… Zeus souverain, j'ai été frustré du repas de noces. Mais, ce qu'il m'a fait, il me le paiera.
Il use également de la métaphore, comparant Lycambès à un aigle et lui-même à un renard :
Ô Zeus, Zeus souverain, le ciel est ton empire. Tu connais les œuvres des hommes, scélérates et criminelles, et la violence des bêtes fauves touche aussi ton cœur… Vois-tu se dresser là-bas cette haute roche, ardue et méchante ? C'est là qu'il perche, inaccessible à ton assaut, l'aigle au dos blanc.
Zeus entend le renard, mêle à l'offrande dérobée par l'aigle une braise qui met le feu à son nid et brûle les aiglons. Le renard est vengé.
Le poète exprima pour Néoboulé un amour passionné :
Elle se plaisait à tenir une branche de myrte ou la belle fleur du rosier, et sa chevelure abritait en ombrelle sa nuque et ses épaules.
Avec ses cheveux noyés de parfums et son sein, elle aurait éveillé le désir d'un vieillard.
Corneille transportée de plaisir… Telle l'alcyon sur la roche du promontoire, elle battait des ailes et prenait son vol.
Malheureux, je suis plongé dans le désir, privé de souffle, et les dieux me percent jusqu'à l'os d'atroces douleurs.
Mais voici qu'il me dompte, ami, celui qui rompt les membres, le désir, et ni les poèmes plaisants ni les fêtes ne me parlent plus.
Après qu'il a été frustré de Néoboulé par Lycambès, son ton envers elle change du tout au tout :
Si violent était le désir d'amour qui, en mon cœur, menait sa houle, déversant sur mes yeux un brouillard opaque et hors de moi-même ravissant la fraîcheur de mes sens… À coup sûr, tu n'épanouis plus la fraîcheur de ta chair, ta peau déjà se fane, et la charrue de la sinistre vieillesse y creuse ses sillons. Archiloque dépeint Néoboulé en courtisane défraîchie et en putain obèse.
L'amour s'est changé en haine et voici les deux sentiments mêlés :
Ah ! Je voudrais que mon bras pût étreindre Néoboulé, me jeter sur cette outre ardente à la besogne, pousser ventre contre ventre, et cuisse contre cuisse.
Il agit de même avec nombre de ses anciens amis lorsqu'ils accédaient à des postes prestigieux, ce qui l'amena progressivement à l'isolement.
Cœur, mon cœur, confondu de peines sans remèdes, reprends-toi. Résiste à tes ennemis : oppose-leur une poitrine contraire. Ne bronche pas au piège des méchants. Vainqueur, n'exulte pas avec éclat ; vaincu, ne gémis pas prostré dans ta maison. Savoure tes succès, plains-toi de tes revers, mais sans excès. Apprends le rythme qui règle la vie des humains… puisque tes propres amis te torturent, mon cœur.
Martin Heidegger cite Archiloque dans un des séminaires sur Héraclite et dans un texte intitulé Rimbaud vivant, où il souligne l'accord entre la voix poétique et l'aventure d'une vie.
Antoine Compagnon lors de la leçon introduisant son cours au Collège de France intitulée "De la littérature comme sport de combat"(2017), présente Archiloque comme le premier poète grec.